# Aphelinus dies
Aphelinus dies är en stekelart som beskrevs av Girault 1913. Aphelinus dies ingår i släktet Aphelinus och familjen växtlussteklar. Inga underarter finns listade i Catalogue of Life.